# Sphaeriusoidea
Sphaeriusoidea (лат.) — надсемейство жуков из подотряда миксофагов. Около 65 видов.

## Классификация
4 семейства (одно ископаемое). В 2022 году в ходе интегрирования данных филогеномики и палеонтологии была разработана новая классификация жесткокрылых, из надсемейства Sphaeriusoidea было выделено Lepiceridae в отдельное монотипическое надсемейство Lepiceroidea.
- Семейство Sphaeriusidae Erichson, 1845 — Шаровики
- Семейство Hydroscaphidae LeConte, 1874 — Гидроскафиды
- Семейство Torridincolidae Steffan, 1964
  - Torridincolinae Steffan, 1964
  - Deleveinae Endrödy-Younga, 1997
- Семейство † Triamyxidae Qvarnström, Fikáček, Wernström, Huld, Beutel, Arriaga-Varela, Ahlberg, and Niedźwiedzki, 2021

В России — 1 вид из семейства шаровиков.
Исключенные группы:
- Надсемейство Lepiceroidea Hinton, 1936
  - Семейство Lepiceridae Hinton, 1936